# Xanthomantis cornelia
Xanthomantis cornelia är en fjärilsart som beskrevs av Otto Staudinger 1888. Xanthomantis cornelia ingår i släktet Xanthomantis och familjen Pantheidae. Inga underarter finns listade i Catalogue of Life.